# Carix Ramírez
Carix Elizabeth Ramírez Melenciano (ur. 5 kwietnia 1990) – dominikańska zapaśniczka walcząca w stylu wolnym. Piąta na mistrzostwach panamerykańskich w 2014. Srebrna medalistka mistrzostw Ameryki Południowej w 2014 roku.